# 존 찰스
윌리엄 존 찰스(영어: William John Charles, CBE, 1931년 12월 27일 ~ 2004년 2월 21일)는 웨일스의 전직 축구 선수로 현역 시절 센터하프와 센터포워드로 활약한 웨일스 출신 축구 선수 중 최고로 꼽히며 축구 명예의 전당에 헌액된 것은 물론 UEFA 주빌리 어워드도 수상하였다.

## 개요
현역 시절 고의로 상대방에게 반칙을 저지르지 않는 그의 인생관 덕분에 경기 도중 옐로카드나 레드카드를 받은 적이 단 한번도 없었으며 이로 인해 188cm의 큰 키에서 영감을 받은 신사 거인(Il Gigante Buono)이라는 별명으로 불렸다.

## 선수 경력
존 찰스는 1931년 12월 27일 웨일스 스완지에서 태어났다. 찰스는 어렸을 때부터 후에 웨일스 축구 국가대표팀에서 호흡을 맞추게되는 동생 멜 찰스와 축구를 했다.
그가 학교생활을 하는 동안, 그는 스완지 시티 AFC의 전신인 스완지 타운의 유소년클럽에 들어갔다. 14살때 학교를 그만 둔 후 베치 필드의 경기장 정비원으로 들어갔다. 그가 너무 어렸기 때문에 스완지 타운은 그에게 1군 출전 기회를 주지 않았고, 웨일스 풋볼 리그의 비주전 팀에서 경기를 하였다.

### 리즈 유나이티드 첫 경력
1948년 9월 찰스는 리즈 유나이티드 AFC에서 입단 테스트를 받았고, 17살의 나이에 정식으로 계약을 맺었다. 리즈 유나이티드의 감독 프랭크 버클리는 그를 오른쪽 풀백과 센터하프, 레프트하프 자리에서 시험했다.
찰스는 1949년 4월 19일 퀸오브더사우스 FC전에서 센터백으로 데뷔를 했다. 같은 달에 블랙번 로버스 FC를 상대로 센터하프로 뛰며 리그 데뷔를 했다. 두시즌 후 몇몇 경기에서 센터포워드로 뛰면서 두 골을 연달아 넣자, 찰스의 포지션 배치에 대해 논쟁이 일었으나 1952-53 시즌까지 센터하프로 남았다. 찰스는 리즈 유나이티드에서 8년 동안 뛰며 150득점을 기록하였다.
찰스는 또한 1950년부터 1952년까지 의무 병역으로 군에서 뛰었다. 그 시기에 찰스는 권투와 크리켓, 육상, 농구에 잠깐 손을 댔다. 이때 연골에 심각한 부상을 입어서 1951-52 시즌 경기의 대부분을 놓쳤다.

### 유벤투스 FC 이적
1957년 유벤투스 FC는 찰스를 영국 이적료 신기록 65,000파운드(한화 약 1억 2천만 원)의 이적료로 영입했다. 찰스는 1948년 존 폭스 왓슨이 풀럼 FC에서 레알 마드리드 CF로 팀을 옮긴 후 해외로 이적한 최초의 영국선수중 한명이 되었다. 그는 유벤투스 FC에서 5년 동안 뛰며 155경기에 나와 93골을 넣었고, 3번의 리그 우승과 2번의 코파 이탈리아 우승을 이끌었다.
유벤투스 FC의 팬들은 1997년 클럽 100주년 기념해에 그를 클럽 역사상 최고의 외국인 선수로 선정하며 그에 대한 존경을 나타냈다.

### 영국 귀환
유벤투스 FC에서의 활약을 뒤로 하고 1962년 리즈 유나이티드로 돌아왔으나 활약은 미미했다. 이탈리아에서 5년 동안 뛰면서 잉글랜드 생활에 다시 적응하지 못했다. 찰스는 다시 이탈리아로 돌아가 AS 로마에 입단하였다. 그러나 부상과 사생활문제에 직면했고, 카디프 시티 FC로 돌아가 은퇴하였다.
후에 그는 헤리퍼드 유나이티드 FC와 머서티드필 FC에서 선수겸 감독을 지냈고, 캐나다의 해밀턴 스틸러스의 기술고문으로 있다가 1987년 감독직을 수행하였다.

### 국가대표 경력
찰스는 18번째 생일을 맞이한 후 웨일스 축구 국가대표팀에서도 활약했다. 그는 웨일스의 유일한 출전 월드컵인 1958년 FIFA 월드컵에서 웨일스를 이끌었다. 그러나 8강전에서 부상으로 결장해 브라질에게 1-0으로 졌다.
찰스는 38경기에 나와 15골을 넣었다.

## 은퇴 이후
찰스는 2001년 대영 제국 훈장 3등급(CBE)을 받았고, 사망하기 전까지 리즈 유나이티드의 모든 홈경기를 관람했다. 2002년 웨일스 축구협회의 부회장이 되었다. 2002년 영국 축구 명예의 전당에 헌약됐고, 리즈 유나이티드의 홈구장 엘런드 로드의 서쪽 관람석과 경기장 근처의 길 이름이 그의 이름을 따서 붙여졌다.
2004년 1월, 이탈리아 방송국과의 인터뷰를 앞두고 심장마비를 느꼈고, 혈액 순환의 문제로 한쪽 발의 일부를 절단했다. 2004년 2월 21일 웨이크필드에서 사망하였다.
2003년 11월 2일 UEFA 주빌리 어워드를 수상했고, 2004년 '100인의 웨일스 영웅' 설문조사에서 19번째에 뽑혔다.

## 수상 경력

### 우승
유벤투스
- 세리에 A : 1957-58, 1959-60, 1960-61
- 코파 이탈리아 : 1958-59, 1959-60

카디프 시티
- 웨일스 컵 : 1963-64, 1964-65

웨일스
- 브리티시 홈 챔피언십 : 1959-60

### 개인
- 퍼스트 디비전 득점왕 : 1956-57
- 세리에 A 득점왕 : 1957-58
- 풋볼리그 레전드 100인 : 1998
- 웨일스 축구 명예의 전당 : 1993
- 잉글랜드 축구 명예의 전당 : 2002
- 대영제국 훈장 3등급 (CBE) : 2001
- '100인의 웨일스 영웅' 선정 : 2004
- UEFA 주빌리 어워드 : 2004[2]

#### 발롱도르[3]
- 1957 - 6
- 1958 - 4
- 1959 - 3
- 1960 - 7
- 1961 - 8
- 1962 - 8